# Etiopie na Letních olympijských hrách 1964
Etiopie se účastnila Letní olympiády 1964 v japonském Tokiu ve třech sportech. Výpravu tvořilo 12 závodníků.

## Medailisté
| Medaile | Jméno        | Sport    | Soutěž       |
| ------- | ------------ | -------- | ------------ |
| Zlato   | Abebe Bikila | Atletika | Muži maraton |